# Mavželj
Mavželj (tudi mavžlji, mavželjni ali maželjni) je jed, ki so jo med kolinami pripravljali iz manj uglednih oz. manj kvalitetnih vrst prašičjega mesa.
Znana je na Gorenjskem in Koroškem. V rudarskem Pesju (Velenje) so pred vojno nekatere družine ob kolinah namesto krvavic pripravljale mavžlje (rekli so jim tudi »mežrli«). Maso za krvavice so zavili v mrežico.
Etnolog Janez Bogataj je mavželj opisal kot različico mežerlija z drugih območij alpskega sveta. Njegovo ime je avstrijsko-bavarskega izvora (avstrijsko-koroški »maiserl«). Maiserl na Bavarskem poznajo pod imenom »saumaise«, kar je v mreno nadevana mleta ali nasekljana drobovina ter meso iz glave.

### Sestavine in priprava
Svinjsko glavo z možgani vred in pljuča se skuha posebej in zmelje, nato pa prepraži s kruhom, česnom, čebulo, mlekom (ali smetano) in začimbami (majaron, poper, piment, peteršilj, naribana limonina lupina). V juhi, ki je ostala od kuhanja mesa, se skuha riž, ješprenj ali proseno kašo. Mešanico se zavije v svinjsko mreno (mrežico), dobljene štručke ali kroglice pa speče v pečici.

## Sorodne jedi
- Mežerli